# Diaea
Genre
Synonymes
- Diana Simon 1864 nec Risso, 1826

Diaea est un genre d'araignées aranéomorphes de la famille des Thomisidae.

## Distribution
Les espèces de ce genre se rencontrent en Afrique, en Océanie, en Asie, en Europe et en Amérique du Nord.

## Liste des espèces
Selon World Spider Catalog (version 25.0, 02/02/2024) :
- Diaea albicincta Pavesi, 1883
- Diaea albolimbata L. Koch, 1875
- Diaea ambara (Urquhart, 1885)
- Diaea bengalensis Biswas & Mazumder, 1981
- Diaea bipunctata Rainbow, 1902
- Diaea carangali Barrion & Litsinger, 1995
- Diaea delata Karsch, 1880
- Diaea doleschalli Hogg, 1915
- Diaea dorsata (Fabricius, 1777)
- Diaea giltayi Roewer, 1938
- Diaea graphica Simon, 1882
- Diaea gyoja Ono, 1985
- Diaea implicata Jézéquel, 1966
- Diaea insignis Thorell, 1877
- Diaea limbata Kulczyński, 1911
- Diaea livens Simon, 1876
- Diaea longisetosa Roewer, 1961
- Diaea mikhailovi Zhang, Song & Zhu, 2004
- Diaea mutabilis Kulczyński, 1901
- Diaea nakajimai Ono, 1993
- Diaea ocellata Rainbow, 1898
- Diaea osmanii Zamani & Marusik, 2017
- Diaea papuana Kulczyński, 1911
- Diaea placata O. Pickard-Cambridge, 1899
- Diaea pougneti Simon, 1886
- Diaea proclivis Simon, 1903
- Diaea puncta Karsch, 1884
- Diaea rohani Fage, 1923
- Diaea rufoannulata Simon, 1880
- Diaea semilutea Simon, 1903
- Diaea seminola Gertsch, 1939
- Diaea septempunctata L. Koch, 1874
- Diaea shirleyi Hogg, 1922
- Diaea sphaeroides (Urquhart, 1885)
- Diaea spiniformis (Yang, Zhu & Song, 2006)
- Diaea spinosa Keyserling, 1880
- Diaea subdola O. Pickard-Cambridge, 1885
- Diaea suspiciosa O. Pickard-Cambridge, 1885
- Diaea tadtadtinika Barrion & Litsinger, 1995
- Diaea taibeli Caporiacco, 1949
- Diaea terrena Dyal, 1935
- Diaea tianpingensis Liu, Zhang & Chen, 2021
- Diaea tongatabuensis Strand, 1913
- Diaea viridipes Strand, 1909
- Diaea zonura Thorell, 1892

## Systématique et taxinomie
Diana Simon 1864, préoccupé par Diana Risso, 1826, a été remplacé par Diaea par Thorell en 1869.

## Publications originales
- Thorell, 1869 : « On European spiders. Part I. Review of the European genera of spiders, preceded by some observations on zoological nomenclature. » Nova Acta regiae Societatis Scientiarum upsaliensis, sér. 3, vol. 7, p. 1-108 (texte intégral).
- Simon, 1864 : Histoire naturelle des araignées (aranéides). Paris, p. 1-540 (texte intégral).